# スモレンスク北飛行場
スモレンスク北飛行場（スモレンスクきたひこうじょう、ロシア語: военный аэродром Смоленск-Северный、英語: military aerodrome Smolensk-North）は、ロシア連邦スモレンスク州の州都スモレンスクの北4kmにある軍民共用の飛行場、ロシア空軍の航空基地。基地の南東に隣接するスモレンスク航空工場（Smolensk Aviation Plant、ヤコヴレフ設計局系列）の試験飛行場としても使用されている。

## 配置部隊
第61航空軍 第103親衛軍事輸送航空連隊（103 Gv VTAP）所属のIl-76M、Dが配置されていたが、2009年10月に解隊され、所属機はオレンブルクとタガンログに移された。冷戦期には第401戦闘機連隊（MiG-23P）、その後は第871戦闘機連隊（MiG-23、Su-27、MiG-29）が配置されていた。

## 事故
2010年4月10日、ポーランド共和国大統領レフ・カチンスキおよび多数の同国政府要人を乗せたポーランド空軍第36特殊輸送航空連隊所属の大統領専用機Tu-154M 101号機がこの飛行場への着陸進入中に墜落し、乗客乗員96名全員が死亡した。